# Genesis 2.0
Genesis 2.0 ist ein Dokumentarfilm des Oscar-nominierten Schweizer Regisseurs Christian Frei und des russischen Filmemachers Maxim Arbugaev, der am 20. Januar 2018 im Rahmen des Sundance Film Festivals seine Premiere feierte. Der Film dokumentiert den gefährlichen Alltag der Sammler von Mammutstoßzähnen auf einer abgelegenen Inselgruppe in Sibirien. Gleichzeitig versuchen Klonforscher aus dem schockgefrorenen genetischen Material das längst ausgestorbene Wollhaarmammut wieder zum Leben zu erwecken.

## Handlung / Inhalt

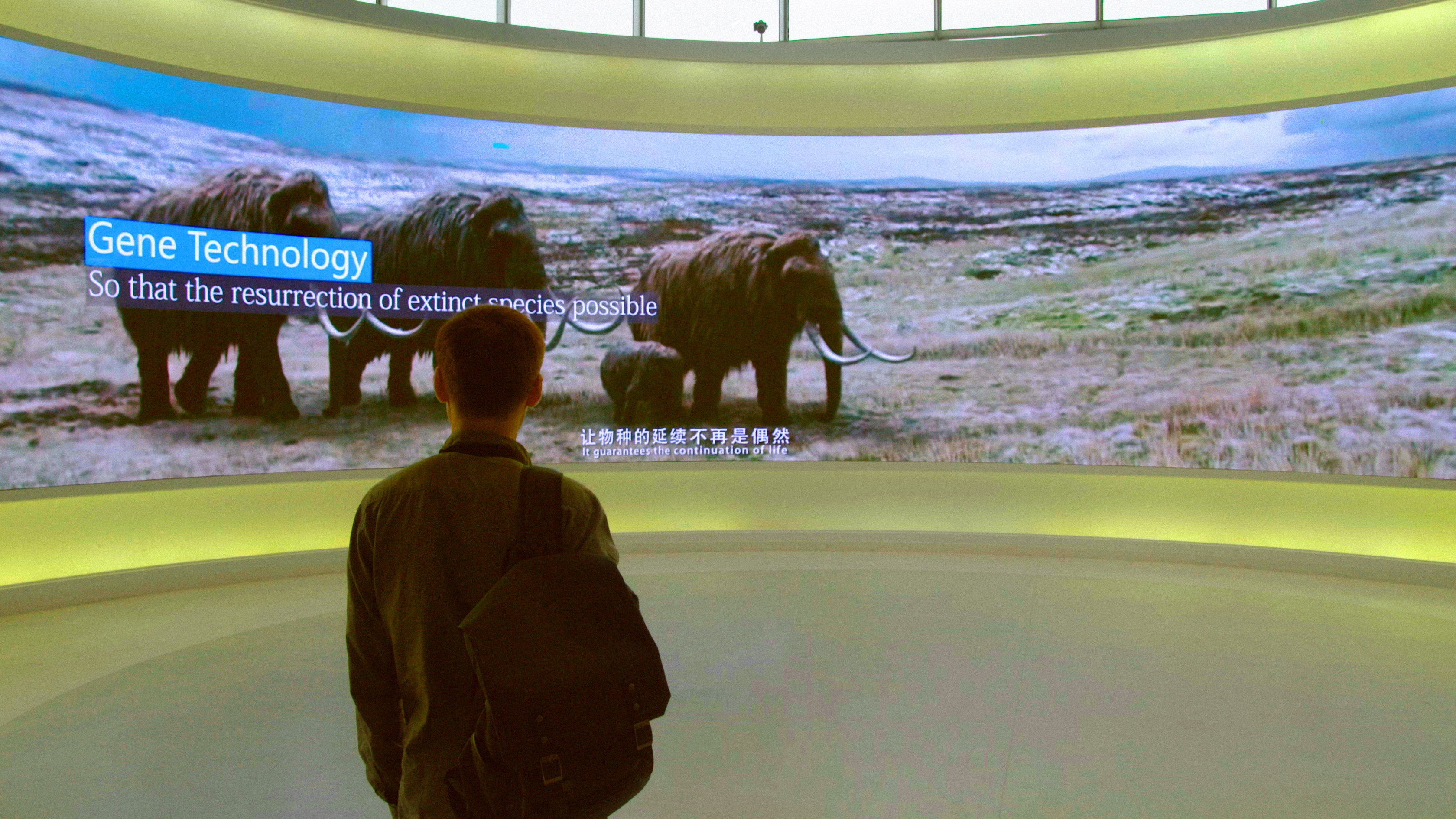
Semyon Grigoriev besichtigt das «Gene Museum» des BGI Human Genome Center (Filmstill).

Der Film dokumentiert den gefährlichen Alltag der Sammler von Mammutstoßzähnen, die sich alljährlich auf der abgelegenen Inselgruppe Neusibirische Inseln treffen und sich bei ihrer Suche durch den schmelzenden Permafrost graben müssen. Gleichzeitig porträtiert er Pioniere und Klonforscher, die sich an der neuen Grenze des Möglichen bewegen und aus dem schockgefrorenen genetischen Material das längst ausgestorbene Wollhaarmammut wieder zum Leben erwecken möchten. Die filmische Reise führt von der archaischen Landschaft der Inseln in ein Mammut-Museum in Jakutsk, zu Treffen von jungen Wissenschaftlern in Boston, zu einer kommerziellen Klon-Firma in Südkorea und zu einer Gen-Datenbank in China.
Der russische Co-Regisseur Maxim Abugaev begleitete für den Film die sibirischen Sammler während einer Saison. Die Jäger seien die Ureinwohner des Nordens, die Schamanismus praktizieren und an Naturgeister glauben, so Abugaev. Das mache sie sehr vorsichtig und abergläubisch bei ihren Reisen auf die unbewohnten Inseln: «Wir sehen die Arktis als ein eigenes Lebewesen mit gewaltigen und unfassbaren Kräften.» Auch für den Regisseur und Produzenten Christian Frei sind Legenden, Mythen und Tabus ein zentrales Thema. Der Film konfrontiere uns mit unserer eigenen Angst vor einer unbekannten Zukunft. Demgegenüber steht die Haltung der Zukunftsforscher wie George Church von der Harvard University: «Die synthetische Biologie wird mit hoher Wahrscheinlichkeit die nächste grosse Revolution (…) Menschen sind sehr kühn, und sie haben Visionen. Sie werden diese verfolgen, manchmal bis zu ihrem Tod.»

## Produktion

### Stab und Protagonisten
Regie führte der Präsident der Schweizer Filmakademie Christian Frei gemeinsam mit dem jungen russischen Filmemacher Maxim Arbugaev.
Den professionellen Mammutjäger Peter Grigoriev und den arbeitslosen Spira Sleptsov verbindet der Wunsch, endlich einen bedeutenden Fund eines Elfenbeinstoßzahns zu machen. Das «weiße Gold» kann in China zu hohen Preisen verkauft werden – dafür riskieren sie viel. Sie sind aber hin- und hergerissen zwischen den Verheissungen eines Fundes und dem spirituellen Glauben, dass man die Überreste der Mammute nicht stören darf.
Peter Grigorievs Bruder, Semyon Grigoriev, ist Paläontologe und Leiter des Mammut-Museums in Jakutsk. Sein Ziel ist es, eines Tages ein Klon eines Wollhaarmammuts herstellen zu können. Dazu reist er mit seiner Frau Lena Grigorieva nach Südkorea zur Biotech-Firma von Hwang Woo-suk, der 2005 durch Fälschung von Forschungsresultaten bekannt wurde und heute erfolgreich eine Firma führt, die kommerziell Hunde klont.
Nicht nur Klonforscher sind am Wollhaarmammut interessiert, sondern auch Molekularbiologen und Genetiker wie der Harvard-Professor George Church. Er nutzt für seine Forschung die neusten technologischen Möglichkeiten der synthetischen Biologie und arbeitet daran, einen mammutähnlichen Elefanten zu editieren, einen Mammophanten.

### Dreharbeiten und Veröffentlichung
Die Aufnahmen entstanden in Russland, den USA, Südkorea und China. Anfang Januar 2018 wurde ein Trailer zum Film veröffentlicht, bevor er am 20. Januar 2018 im Rahmen des Sundance Film Festivals seine Premiere feierte. Beim Sundance Film Festival wurde die Kameraarbeit des Schweizer Kameramanns Peter Indergand und des Filmemachers und Ko-Regisseurs Maxim Arbugaev mit dem World Cinema Documentary Special Jury Award for Cinematography ausgezeichnet. Im Juni 2018 wurde der Film beim Sydney Film Festival und im August 2018 beim Locarno Festival in der Sektion Panorama Suisse gezeigt. Der Kinostart in Russland war am 9. August 2018. Im September 2018 erfolgte eine Vorstellung auf der Filmkunstmesse Leipzig. Ab 4. Oktober 2018 wurde er im Rahmen des Zurich Film Festivals gezeigt. Am 17. Januar 2019 soll der Film in die deutschen Kinos kommen.

## Rezeption

### Kritiken
Wendy Ide von Screendaily.com meint, trotz der anfänglichen esoterischen Annäherung – der Film beginnt mit einer weiblichen Stimme, die eine Passage aus einem jakutischen epischen Märchen intoniert – sollten das Thema und die auffällige Kinematografie des Films das Interesse sowohl der Sendeanstalten als auch der spezialisierten Dokumentarfilmverleiher sicherstellen.
Für Sheri Linden von The Hollywood Reporter ist der Film wie eine Doppelhelix eines Real-Thrillers aufgebaut, gleichzeitig abschreckend und unvergesslich. Sie lobt die Kunstfertigkeit des Dokumentarfilms, in dessen Mittelpunkt das längst ausgestorbene Mammut steht und Schlüsselfiguren, die es wiederbeleben wollen. Die Doppelbödigkeit des Themas sieht sie in mehreren Ebenen des Films umgesetzt: So stelle der Film die mühselige Handarbeit der Mammutjäger der Zukunftstechnologie gegenüber, in der die Möglichkeiten, Körper neu zu designen, in greifbarer Nähe seien. Ohne Ironie sprechen die Wissenschaftler davon, Gottes Werk zu perfektionieren, so Linden. Auch die Filmmusik von Max Richter und Edward Artemyev sei passend zu den Bildern, tragend und aufrüttelnd.
Christoph Egger vom Filmbulletin schreibt, Genesis 2.0 reiche in Urzeiten zurück und unternehme zugleich eine Weitererzählung der Schöpfungsgeschichte: „Was Genesis 2.0 aber eben weit über das Genre der «Laborfilme» hinaushebt, sind die von Maxim Arbugajew – der im Film mit Christian Frei einen Briefwechsel unterhält – im Archipel der Neusibirischen Inseln realisierten Episoden. Hier, ergänzt durch historisches Bildmaterial, ist wohl zum ersten Mal zu sehen, was für eine Schinderei und Plackerei diese Suchtouren für die Männer bedeuten, die da unter ewig grauem Himmel mit rudimentärem Gerät im eisigen Schlamm, im tückischen Brandungsgürtel zugange sind. Basis ist eine baufällige alte Wetterstation, die, packend gefilmt, einmal Besuch von einer Eisbärin mit zwei grossen Jungtieren erhält, was von den Männern als gutes Omen erachtet wird.“
Silvia Hallensleben von epd Film meint, der Film lebe vom realen und visuellen Kontrast zwischen den beiden vorgestellten Welten in Wildnis und Gen-Laboren. Weitgehend unklar und damit etwas unbefriedigend bleibe jedoch die zeitliche Einordnung der verschiedenen Funde.

### Auszeichnungen (Auswahl)
Schweizer Filmpreis 2019
- Nominierung in der Kategorie Bester Dokumentarfilm

Sundance Film Festival 2018
- Nominierung für den Grand Jury Prize im World Cinema Documentary Competition (Christian Frei und Maxim Arbugaev)
- Auszeichnung mit dem World Cinema Special Jury Award for Cinematography (Maxim Arbugaev und Peter Indergand)

Zürcher Filmpreis 2018
- Auszeichnung mit dem Zürcher Filmpreis[26]